# Sveriges Blåbandsungdom

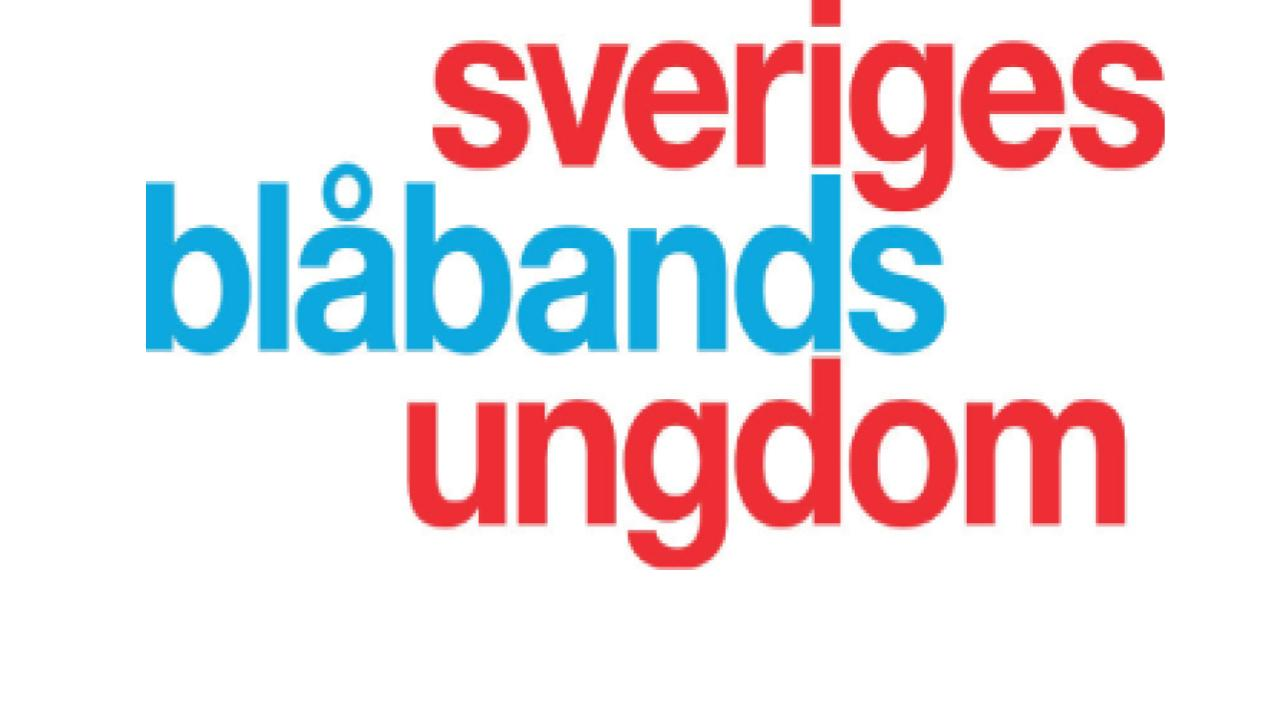
SBU logo

Sveriges Blåbandsungdom (SBU) är en nykterhetsorganisation som riktar sig till personer mellan 0 och 35 år.
Organisationen arbetar med att skapa ett tryggt samhälle fritt från alkohol och andra droger och uppmuntrar ungdomar att ta ställning för nykterhet. SBU vill visa att det är fullt möjligt att ha roligt och leva ett gott liv utan alkohol.

## Historia
Sveriges Blåbandsungdom grundades år 1907 som en del av Blåbandsrörelsen, en internationell nykterhetsrörelse som spårar sina rötter till USA på 1800-talet. En av pionjärerna var Francis Murphy, som själv hade haft problem med alkohol. Efter att ha övervunnit sina svårigheter och blivit frälst började Murphy sprida budskapet om nykterhet och värna om ett bättre samhälle.
Namnet och symbolerna inom organisationen har en historisk betydelse:
Det blå representerar nykterhetslöftet och gemenskapen i kampen mot alkoholens skadliga effekter.
Det röda symboliserar engagemang, omtanke och kärlek till andra människor.

## Organisation
Sveriges Blåbandsungdom är en barn- och ungdomsorganisation som uppmuntrar ungdomar att ta ställning för nykterhet. Organisationen har cirka 20 lokalavdelningar och cirka 3 000 medlemmar mellan 0 och 35 år. Organisationen leds av förbundsordföranden Caroline Zakariasson.
Sveriges Blåbandsungdom är en fristående barn- och ungdomsorganisation utan koppling till religiösa samfund. Visionen är ett tryggt samhälle fritt från alkohol och andra droger där alla människor har lika värde. Sveriges Blåbandsungdom är en av medlemsorganisationerna i studieförbundet NBV.

## Regioner
SBU är aktivt i flera regioner i Sverige: Västra Götaland, Skåne, Västerbotten, Uppsala län, Stockholms län och Södermanlands län. Verksamheten leds av en central förbundsledning.

## Verksamhet
Sveriges Blåbandsungdom arrangerar olika aktiviteter och evenemang för att främja en sund och drogfri livsstil bland ungdomar. Detta inkluderar workshops, ledarskapsutbildningar, läger och samarbeten med skolor och andra organisationer.
Organisationen fokuserar på att skapa drogfria miljöer där barn och ungdomar kan utvecklas och ha roligt, arbetar med opinionsbildning i drogfrågor och samverkar med andra organisationer och nätverk. Man anordnar läger och utflykter, kurser och workshops om hälsa och strategier för att säga nej till droger, event och festivaler med tävlingar, uppträdanden och aktiviteter som sprider nykterhetsbudskapet samt sociala aktiviteter som biokvällar, paintball och andra evenemang som bygger gemenskap.
SBU uppmuntrar nykterhet för att ingen ska behöva känna press att dricka alkohol för att passa in, en nykter livsstil ger möjlighet att ta bättre beslut och hålla sig fokuserad, att avstå från alkohol leder till bättre fysisk och mental hälsa och ett aktivt val för nykterhet visar karaktärstyrka och respekt för sig själv och andra.
Man uppmuntra ungdomar att ta ställning för nykterhet, visar att det är möjligt att leva ett glädjefyllt och meningsfullt liv utan alkohol och skapar trygga, drogfria miljöer där ungdomar kan växa och trivas.